# Isiah Kiplangat Koech

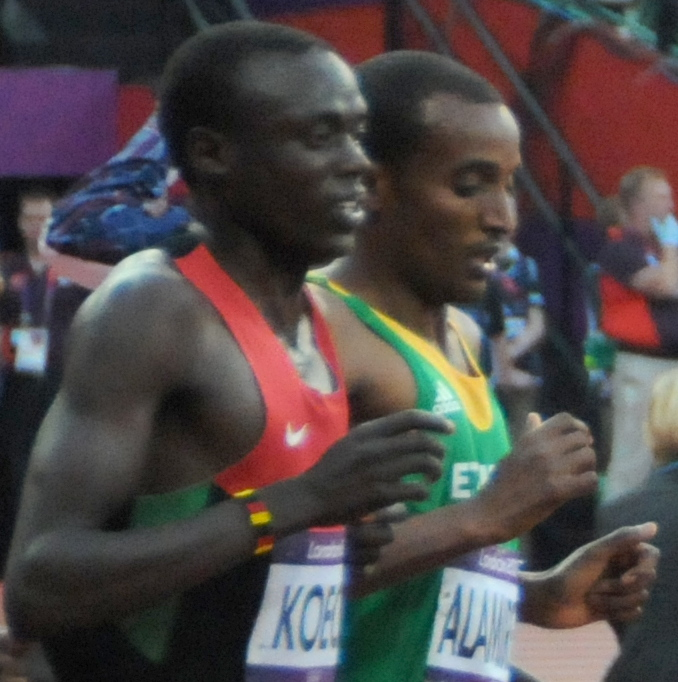
Isiah Kiplangat Koech (links) bei den Olympischen Spielen 2012

Isiah Kiplangat Koech (auch Isaiah Kiplangat Koech; * 19. Dezember 1993 in Kericho) ist ein kenianischer Langstreckenläufer.

## Leben
Koech wurde 2009 in Brixen Jugendweltmeister im 3000-Meter-Lauf. Bei den Crosslauf-Weltmeisterschaften 2010 in Bydgoszcz belegte er im Juniorenrennen den vierten Platz und gewann mit der kenianischen Mannschaft die Nationenwertung. Internationale Aufmerksamkeit erlangte er im Februar 2011, als er das 5000-Meter-Rennen beim PSD Bank Hallenmeeting in Düsseldorf vor seinem Landsmann Eliud Kipchoge gewann. Die Siegerzeit des erst 17-Jährigen von 12:53,29 min war die viertschnellste je in der Halle gelaufene Zeit über diese Distanz. Kurz darauf steigerte er in Gent die Juniorenhallenweltrekord über 3000 Meter auf 7:37,50 min. Im März wurde er bei den Crosslauf-Weltmeisterschaften in Punta Umbría Zehnter und verhalf Kenia zur Verteidigung des Mannschaftstitels. Bei den Leichtathletik-Weltmeisterschaften in Daegu belegte er den vierten Platz im 5000-Meter-Lauf. Bei den Olympischen Spielen in London 2012 wurde er Fünfter.
Seine erste Medaille bei einer großen internationalen Meisterschaft errang er 2013, als er bei den Weltmeisterschaften in Moskau hinter dem Briten Mo Farah und dem Äthiopier Hagos Gebrhiwet Rang drei belegte.